# Zbór Kościoła Zielonoświątkowego „Betlejem” w Krakowie
Zbór Kościoła Zielonoświątkowego Betlejem w Krakowie – zbór Kościoła Zielonoświątkowego znajdujący się w Krakowie. Należy do okręgu południowego Kościoła, dekanatu krakowskiego. Zbór w „Betlejem” w Krakowie istnieje od 1946 roku.
Główne nabożeństwo odbywa się w każdą niedzielę o godzinie 17:00 w sali teatralnej Centrum Administracyjnego HTS przy ul. Ujastek 1.

## Historia

### Początki zboru
Powstanie zboru wiąże się z osobą Władysława Sosulskiego. Mimo młodego wieku (20 lat) był przełożonym zboru w Ułanówce koło Tarnopola. Rozwijające się wówczas zbory zostały rozbite poprzez zaanektowanie tych terenów przez ZSRR. W lutym 1940 roku wiele polskich rodzin wywieziono w głąb tego kraju. To spotkało również młodych, dopiero z sześciotygodniowym stażem małżonków Władysława i Stanisławę Sosulskich. Na kilka lat zostali wywiezieni na Syberię. Tam, w 1943 roku, urodził się ich pierwszy syn – Kazimierz Sosulski. Jako żołnierz Wojska Polskiego, Władysław Sosulski, po zakończeniu wojny, jesienią 1945 roku trafił ze swą jednostką do Krakowa. Na Wielkanoc następnego roku do Krakowa przybyła powracająca z Syberii jego żona Stanisława z trzyletnim synkiem Kazimierzem. Władysław spotkał w Krakowie rozpoczął pracę ewangelizacyjną.
Pierwsze nabożeństwo odbyło się w marcu 1946 roku. Wspólnota wchodziła w skład Związku Chrześcijan Wiary Ewangelicznej. Zgromadzano się wówczas w mieszkaniu Budynków i Sosulskich przy ul. Wielopole 6/17. Pierwsze zebranie członkowskie odbyło się 19 maja 1946 roku. Na nim wybrano Władysława Sosulskiego na przełożonego zboru (dzisiaj jest nim urząd pastora). W skład Rady Zborowej weszli: Teodor Budynko, powołany na skarbnika, Leon Sławecki, powołany na sekretarza, oraz Olga Szwajkowska i Julia Piekarska będące członkami rady.
Pierwszy chrzest odbył się w Wiśle, we wrześniu 1946 roku; Chrzcił Józef Czerski – pionier ruchu zielonoświątkowego na ziemiach polskich. Ochrzczono wówczas trzy osoby: Julię Piekarską, Zofię Budynko i Emilię Korzeniowską.
Jesienią 1948 roku Zbór Związku Chrześcijan Wiary Ewangelicznej przeniósł się z prywatnego domu do lokalu przy ul. Kościuszki 55, gdzie powstała jego kaplica.
W nocy z 19 na 20 września 1950 roku wielu pastorów i duchownych kościołów ewangelicznych, zostało aresztowanych i skazanych za działanie na szkodę państwa socjalistycznego. Również Władysław Sosulski był w areszcie. Kaplica została zaplombowana. Przez trzy lata zbór prowadził działalność w „podziemiu”.

### Włączenie do Zjednoczonego Kościoła Ewangelicznego

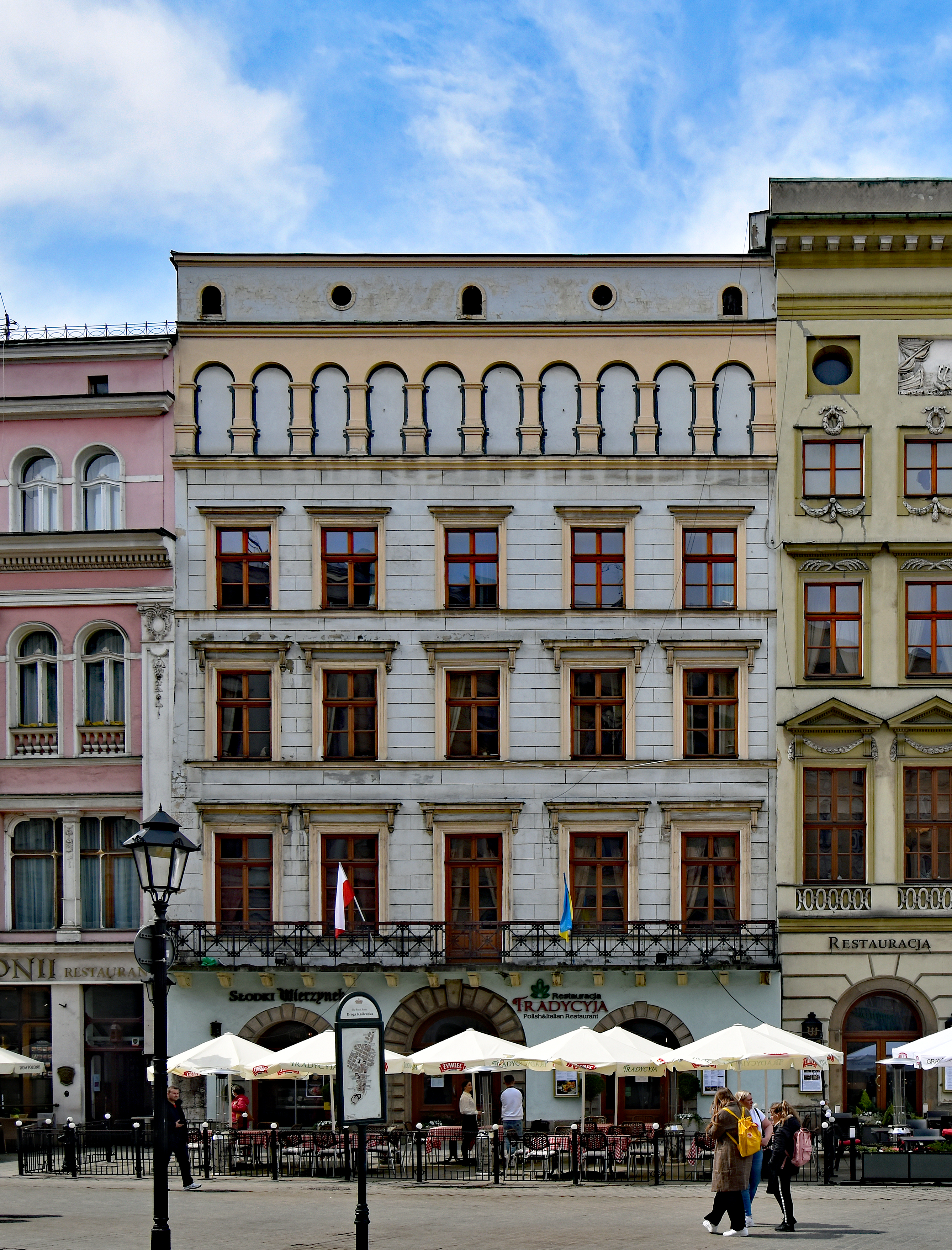
Kamienica Pinocińska przy Rynku Głównym, gdzie w latach 1961–1970 mieściła się kaplica zboru

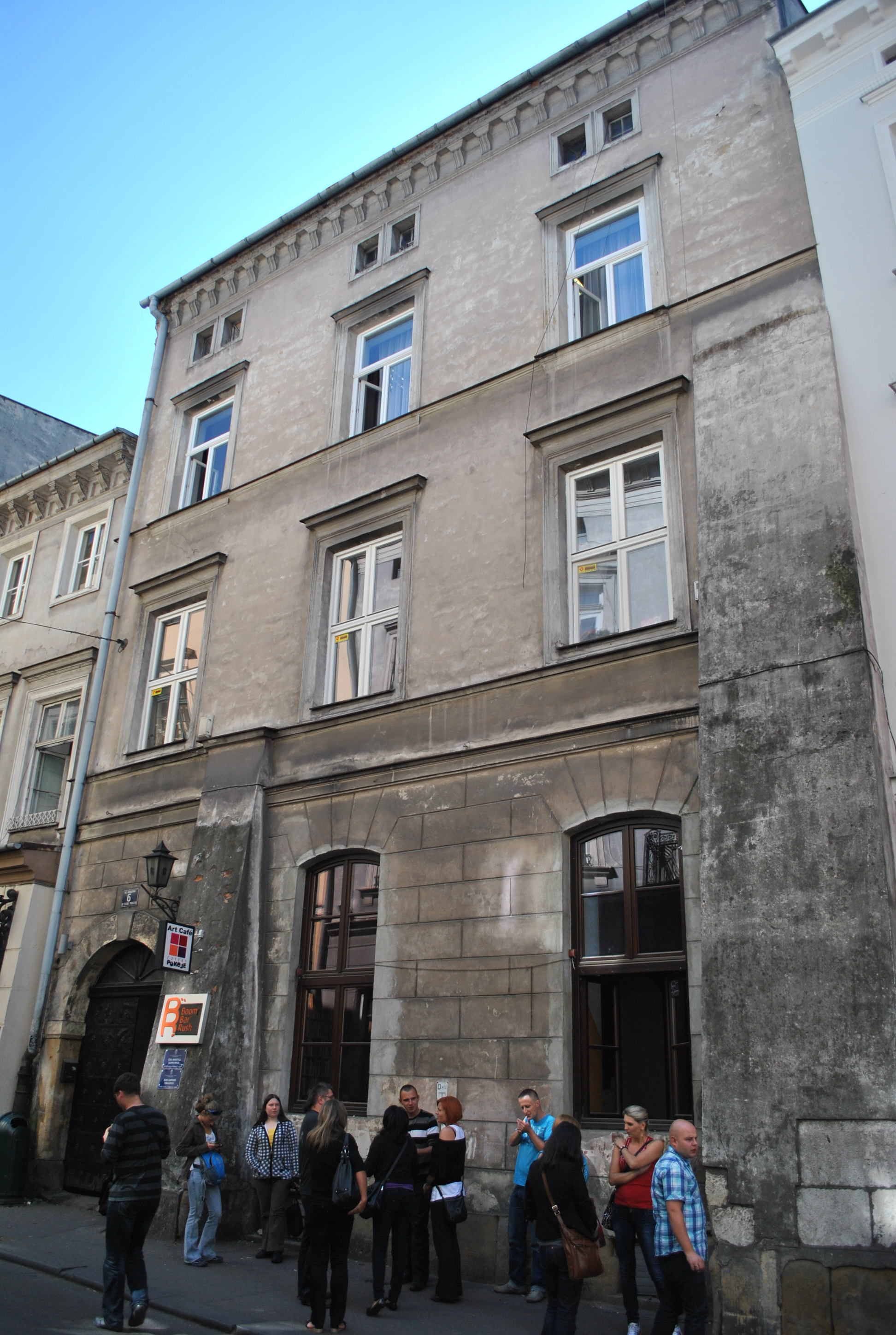
Kamienica przy ul. Gołębiej 6, siedziba zboru w latach 1970–1976

W czerwcu 1953 roku wraz z całym ugrupowaniem Chrześcijan Wiary Ewangelicznej, krakowski Zbór przyłączył się do Zjednoczonego Kościoła Ewangelicznego, który powstał z wymuszonego przez władze komunistyczne połączenia się pięciu ewangelikalnych kościołów. W nowej sytuacji wierni znowu mogli zgromadzać się w kaplicy przy ul. Kościuszki 55. Wspólna działalność trwała trzy lata, jednak potem znowu nastąpił okres samodzielnej pracy. Ta samodzielność ponownie skomplikowała jego sytuację prawną, gdyż Zbór znowu działał nielegalnie. W 1956 roku liczył 35 członków, prócz sympatyków i dzieci. W czasie nielegalnej działalności nabożeństwa odbywały się w prywatnych domach, najczęściej w mieszkaniu Marii Wyżgowej i Zofii Kuberskiej, przy ul. Estery 5 oraz w mieszkaniu przy ul. Malczewskiego.
W maju 1961 roku Zbór wznowił swą przynależność do Zjednoczonego Kościoła Ewangelicznego, przenosząc się do lokalu na trzecim piętrze kamienicy przy Rynku Głównym 15, gdzie utworzona została sala nabożeństw. Zbór tworzyły wówczas dwa ugrupowania: Chrześcijanie Wiary Ewangelicznej i Wolni Chrześcijanie. W ciągu ośmiu lat wspólnego funkcjonowania tych wspólnot przeprowadzone zostały cztery uroczystości chrztu wodnego. Odbywała się również regularna praca z dziećmi oraz młodzieżą, a także miały miejsce ewangelizacje i wieczory pieśni.
W roku 1962 chrzest przyjął Kazimierz Sosulski. Od roku 1966, regularnie usługiwał kaznodziejsko miejscowemu zborowi. Od lutego 1970 roku Zbór przeniósł swą siedzibę do lokalu przy ul. Gołębiej 6. W tym okresie wspólnota przechodziła rozmaite trudności, które ujemnie wpływały na jej rozwój. Jedną z nich był problem lokalowy.

### Utworzenie kaplicy „Betlejem”
Jesienią 1974 roku zakupiono dwa garaże stanowiące część budynku parterowego przy ul. Modrzewskiego (obecnie nazwanej Lubomirskiego). Były to dawne stajnie. Stopniowo nabywano pozostałe części, równocześnie prowadząc konspiracyjnie prace adaptacyjne. W wigilię Bożego Narodzenia 1975 roku, pomimo nieukończonych prac, odbyło się tam pierwsze nabożeństwo modlitewne.
28 marca 1976 roku nastąpiło uroczyste otwarcie kaplicy, której nadano nazwę „Betlejem”. Równocześnie świętowano 30 rocznicę powstania Zboru. Podczas tych uroczystości, miała miejsce ordynacja nowego pastora Zboru – Kazimierza Sosulskiego, wówczas już absolwenta Chrześcijańskiej Akademii Teologicznej w Warszawie. Ordynacji dokonali Aleksander Rapanowicz, Teodor Maksymowicz, Sergiusz Waszkiewicz, Konstanty Sacewicz i Władysław Sosulski. W nowej kaplicy rozpoczęto pracę z trzydziestoma osobami (w tym było 17 członków zboru). Po roku stan zboru się podwoił, i w tej liczbie utrzymywał się do roku 1979. Począwszy od pierwszego nabożeństwa w kaplicy, do zboru zaczęli uczęszczać Kajfoszowie. Józef usługiwał Słowem Bożym, a jego rodzina angażowała się w szkółce niedzielnej oraz działalności muzycznej.

### Rozwój działalności zboru i jego podział
Rozwój Zboru zaznaczał się w wielu płaszczyznach, a jego stan liczebny podwoił się. Tak zwana „Betlejemka” szybko dała się poznać jako miejsce kolportażu Biblii i literatury chrześcijańskiej, o którą wówczas było niełatwo. Kaplica „Betlejem” znana była z piątkowych wykładów biblijnych, także z co miesięcznych wieczorów muzycznych, kiedy śpiewał chór, prowadzony przez Józefa Kajfosza. Powstał zespół muzyczny „Betlejem”, który także usługiwał wierzącym w Czechosłowacji oraz międzywspólnotowe zespoły muzyczne: „Charisma”, potem „Armia Pana”, później „Besalel”.
Wyremontowana kaplica posiadała również baptysterium. W 1980 roku odbył się pierwszy chrzest w kaplicy „Betlejem”. Chrzty w Zborze „Betlejem” odbywały się dwa, trzy, a też niekiedy cztery razy w roku.
W 1983 ze zboru „Betlejem” wydzielony został zbór w Skawinie, który utworzyły zamieszkałe w mieście i okolicy osoby dojeżdżające dotychczas na nabożeństwa do Krakowa.
8 kwietnia 1986 roku w Krakowie gościł zielonoświątkowy ewangelista David Wilkerson. Spotkanie z Wilkersonem odbyło się w Hali „Wisły”, a jego gospodarzem był pastor zboru „Betlejem” Kazimierz Sosulski. Zgromadziło ono około 2000 uczestników.
W 1987 roku ze zboru „Betlejem” został wyłączony nowy zbór w Nowej Hucie oraz zbór w Nowym Sączu. Rok później wyłonił się zbór w Nowym Targu, natomiast w 1989 z „Betlejem” powołane zostały zbory w Olkuszu i Busku-Zdroju. W 1993 wyłączony został zbór Krzeszowicach.

### Zbór w strukturach Kościoła Zielonoświątkowego

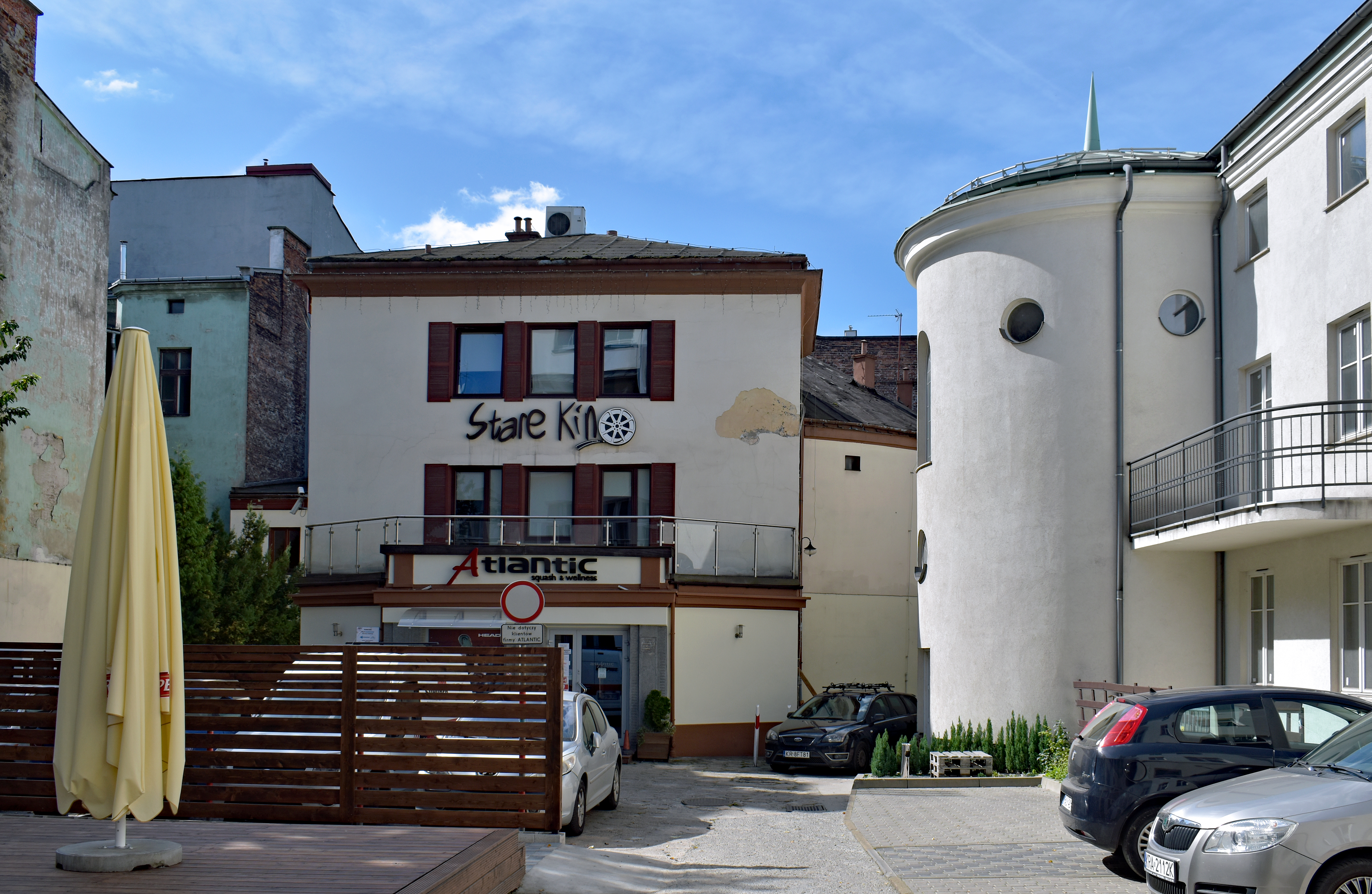
Budynek dawnego Kina „Warszawa” przy ul. Stradomskiej 15, gdzie nabożeństwa odbywały się w latach 1997–2003

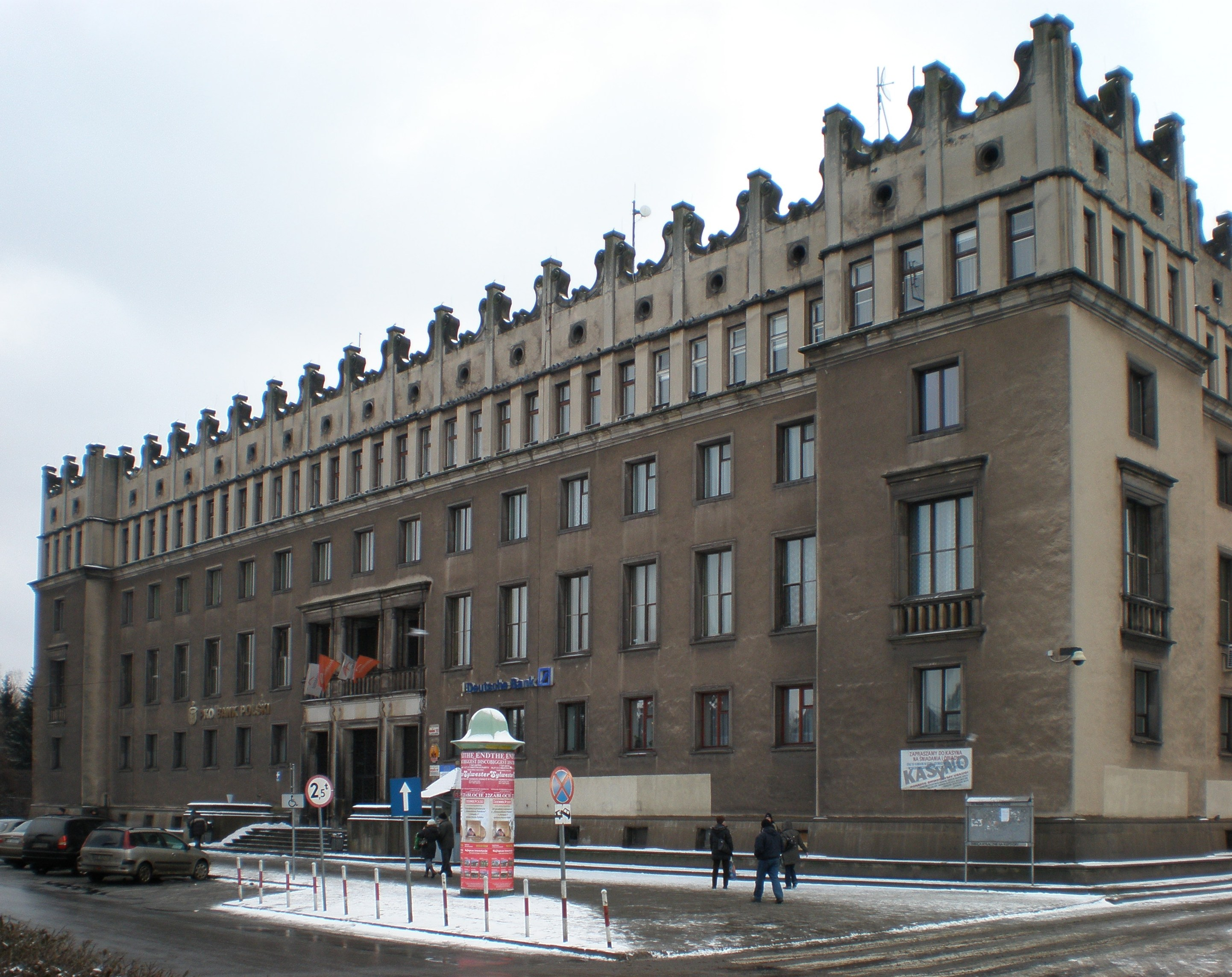
Budynek „S” Centrum Administracyjnego Huty w Krakowie, gdzie nabożeństwa zboru prowadzone były w latach 2021–2025

22 maja 1987 roku, na XII Synodzie Zjednoczonego Kościoła Ewangelicznego, postanowiono o rozwiązaniu ZKE, co zostało zatwierdzone 1 lutego 1988 roku na mocy decyzji Urzędu do Spraw Wyznań. Tego samego dnia zarejestrowano powstały w wyniku jego podziału samodzielny Kościół Zielonoświątkowy w Polsce, którego częścią stał się zbór „Betlejem”.
W momencie zatwierdzenia Kościoła Zielonoświątkowego, pastor Kazimierz Sosulski, z racji swych nowych obowiązków, jako zastępca prezbitera naczelnego Kościoła, po dwunastu latach służby w Krakowie, postanowił przenieść się do Warszawy.
Po nim pastorem został Henryk Krzysiuk, znany w tym czasie z zaangażowania w pracę w Towarzystwie Krzewienia Etyki Chrześcijańskiej. Założone przez Kościół Towarzystwo Krzewienia Etyki Chrześcijańskiej w czasie swej działalności organizowało w szkołach, na uczelniach i innych instytucjach odczyty, prelekcje, dyskusje panelowe, wystawy, oraz wydało szereg książek o tematyce rodzinnej, resocjalizacji i etyczno-moralnej.
W 1990 roku, jako pełniący obowiązki pastora, opiekę nad zborem przejął Wiesław Didoszak, absolwent krakowskiej Akademii Pedagogicznej i Warszawskiego Seminarium Teologicznego w Warszawie. W pierwszej połowie 1991 roku nabożeństwa niedzielne zboru odbywały się w budynku przy ul. Lubicz 25 (w tzw. „Nafcie”). Jesienią tegoż roku ze względu na trudności organizacyjne powrócono do „Betlejem”, decydując się na dwa nabożeństwa niedzielne. 
17 stycznia 1993 roku, przed Zborem, w obecności Michała Hydzika – Prezbitera Naczelnego Kościoła Zielonoświątkowego i Andrzeja Brandysa – Prezbitera Okręgu Południowego dokonano ordynacji na pastora Zboru „Betlejem” Wiesława Didoszaka.
Jesienią 1993 roku, razem z ewangelicznymi zborami Krakowa zorganizowano w Hali „Wisły” ewangelizację za pośrednictwem łącza satelitarnego. Mówcą był baptystyczny ewangelista Billy Graham.
W 1993 roku, w czerwcu, wierzący dojeżdżający z Krzeszowic utworzyli własny zbór. Jednak miejsca w „Betlejem” było nadal za mało i jesienią 1993 roku nabożeństwa niedzielne zaczęto organizować w świetlicy Zakładów Zbożowo-Młynarskich (w tzw. „Młynie”) na Osiedlu Wieczysta. Po ewangelizacji zorganizowanej w lutym 1994 roku na ulicach tego osiedla wymówiono zborowi wynajmowaną salę. Wówczas powrócono do kaplicy „Betlejem”, by po kilku tygodniach na krótko przenieść nabożeństwa niedzielne do Kinoteatru „Związkowiec” przy ul. Grzegórzeckiej.
W 1993 roku zbór liczył około 270 wiernych, w tym 172 ochrzczone osoby. 
W 1994 roku z inicjatywy pastora ze Skawiny Piotra Nowaka powstało Krakowskie Seminarium Biblijne. Jego współpracownikiem został Paweł Sochacki – pastor z Nowej Huty, natomiast Wiesław Didoszak – pastor Zboru „Betlejem” – jednym z wykładowców. W seminarium tym do dzisiaj, pod dyrekcją pastora Sochackiego, studiują seminarzyści z Krakowa i okolicznych województw.
Od września 1994 roku do czerwca 1997 roku wierni Zboru zgromadzali się w wynajmowanej sali Zespołu Pieśni i Tańca „Krakus”, przy ul. Reymonta 15. W marcu 1996 roku świętowano 50-lecie Zboru. Uroczystość odbyła się w sali przy ul. Reymonta 15.
Wierni Kościoła Zielonoświątkowego doszli do przekonania, że jego stosunki z państwem powinny być uregulowane na poziomie wyższym niż wpis do rejestru kościołów i wyznań, a mianowicie na drodze ustawowej. Opracowano projekt ustawy o stosunku Państwa do Kościoła Zielonoświątkowego w Rzeczypospolitej Polskiej, którą Prezydent RP podpisał 14 kwietnia 1997 roku.
W czerwcu 1997 roku odbył się na stadionie „Korony” w Krakowie I Kongres Zborów Zielonoświątkowych Okręgu Południowego. Sześć lat później, w czerwcu 2003 roku, Kraków ponownie był gospodarzem Kongresu.
Od października 1997 roku do czerwca 2003 wynajmowane było kino „Warszawa” przy ul. Stradomskiej 15.
W roku 2001 w Krakowie miała miejsce projekcja filmu „Jezus”, organizowana wspólnie z krakowskimi zborami ewangelicznymi. Kilkakrotnie, razem ze zborem z Nowej Huty oraz z Kościołem Jezusa Chrystusa w Krakowie organizowane były nabożeństwa z okazji Święta Pięćdziesiątnicy.
Od września 2003 do 2011 roku nabożeństwa niedzielne Zboru odbywały się w Domu Kultury na Osiedlu Podwawelskim przy ul. Komandosów 21. Tam też 11 grudnia 2005 roku w asyście Prezbitera Okręgowego Leszka Mochy odbyła się ordynacja Daniela Jurka na diakona Kościoła Zielonoświątkowego oraz asystenta pastora. W zborze były również osoby, które w ramach Fundacji „Chewra” przez wiele lat prowadziły pracę wśród Żydów, szczególnie na Ukrainie i Białorusi. Była to zakrojona na szeroką skalę praca ewangelizacyjna i charytatywna.
Na początku 2010 zbór dokonał zakupu działki przy ul. Wodnej 16 pod budowę Centrum Chrześcijańskiego z nową kaplicą. Środki na ten cel zostały pozyskane w wyniku sprzedaży kaplicy „Betlejem” przy ul. Lubomirskiego 7A. Pomimo tego zbór zachował możliwość wykorzystywania dotychczasowego obiektu.
Na koniec 2010 zbór skupiał 308 wiernych, w tym 175 ochrzczonych członków.
Kolejnym miejscem nabożeństw od 2011 stała się sala przy ul. Reymonta 15. Następnie od 28 lutego 2021 przeniesiono je do kaplicy „Betlejem”, a od 7 listopada 2021 tego nabożeństwa prowadzone były w były w budynku „S” Centrum Administracyjnego Huty w Krakowie przy ul. Ujastek 1. Od 8 czerwca 2025 zostały one przeniesione do nowej siedziby kościoła przy ul. Wodnej 16.